# Iryna Taranenko-Terelja
Iryna Leonidiwna Taranenko-Terelja (ukrainisch Ірина Леонідівна Тараненко-Тереля; * 31. März 1966 in Derhatschi) ist eine ehemalige ukrainische Skilangläuferin.

## Werdegang
Taranenko-Terelja hatte ihre ersten internationalen Erfolge bei der Winter-Universiade 1991 in Sapporo. Dort gewann sie die Bronzemedaille über 15 km Freistil und die Silbermedaille über 10 km. Ihr Debüt im Weltcup hatte sie im Januar 1992 in Kawgolowo, das sie auf dem siebten Platz über 15 km klassisch beendete. Tags darauf wurde sie dort Dritte mit der Staffel. Ihre beste Platzierung bei ihren ersten Weltmeisterschaften im Februar 1993 in Falun war der neunte Platz über 30 km Freistil. Bei den Olympischen Winterspielen 1994 in Lillehammer belegte sie den 29. Platz über 5 km klassisch, den 27. Rang über 15 km Freistil und jeweils den 20. Platz über 30 km klassisch und in der Verfolgung und im folgenden Jahr bei den Nordischen Skiweltmeisterschaften in Thunder Bay den 26. Platz in der Verfolgung, den 23. Rang über 15 km klassisch und den 16. Platz über 5 km klassisch. In der Saison 1995/96 kam sie bei allen 16 Weltcupteilnahmen in die Punkteränge. Dabei errang sie sieben Top-Zehn-Platzierungen und erreichte zum Saisonende mit dem neunten Platz im Gesamtweltcup ihr bestes Gesamtergebnis. Ihre besten Ergebnisse im folgenden Jahr bei den Nordischen Skiweltmeisterschaften in Trondheim waren der 11. Platz über 30 km klassisch und der zehnte Rang mit der Staffel. 
In der Saison 1997/98 kam Taranenko-Terelja bei 12 Weltcupstarts im Einzel, zehnmal unter die ersten Zehn und erreichte damit erneut den neunten Platz im Gesamtweltcup. Zudem wurde sie Achte im Langdistanzweltcup und Siebte im Sprintweltcup. Beim Saisonhöhepunkt, den Olympischen Winterspielen 1998 in Nagano errang sie den neunten Platz mit der Staffel. In den Einzelrennen dort lief sie auf den 11. Platz über 5 km klassisch, auf den achten Rang über 30 km Freistil und jeweils auf den vierten Platz in der Verfolgung und über 15 km klassisch. Nach zwei zehnten Plätzen in Muonio und Davos und Rang sechs in Seefeld in Tirol zu Beginn der Saison 1998/99, hatte sie bei den Nordischen Skiweltmeisterschaften 1999 in Ramsau am Dachstein ihren größten internationalen Erfolg. Dort gewann sie nach Platz sieben über 5 km klassisch, die Bronzemedaille in der Verfolgung. Dieser dritte Platz war zugleich ihr bestes Einzelergebnis im Weltcup. Zudem belegte sie dort den 13. Platz über 15 km Freistil, den sechsten Rang mit der Staffel und den fünften Platz über 30 km klassisch. Die Saison beendete sie auf dem 12. Platz im Gesamtweltcup. In der folgenden Saison erreichte sie mit drei Top-Zehn-Ergebnissen, den 19. Platz im Gesamtweltcup. In den folgenden Jahren  errang sie meist Platzierungen im Mittelfeld. Bei den Nordischen Skiweltmeisterschaften 2001 in Lahti belegte sie den 38. Platz über 15 km klassisch, den 15. Rang im Skiathlon und den zehnten Platz mit der Staffel und bei den Nordischen Skiweltmeisterschaften 2003 im Val di Fiemme den 36. Platz im Skiathlon und den 35. Rang im 15-km-Massenstartrennen. Ihr bestes Resultat bei den Olympischen Winterspielen 2002 in Salt Lake City war der zehnte Platz im Skiathlon. Ihr 139. und damit letztes Weltcupeinzelrennen lief sie im November 2003 in Kuusamo, das sie auf dem 74. Platz über 10 km klassisch beendete.

## Teilnahmen an Weltmeisterschaften und Olympischen Winterspielen

### Olympische Spiele
- 1994 Lillehammer: 20. Platz 10 km Verfolgung, 20. Platz 30 km klassisch, 27. Platz 15 km Freistil, 29. Platz 5 km klassisch
- 1998 Nagano: 4. Platz 10 km Verfolgung, 4. Platz 15 km klassisch, 8. Platz 30 km Freistil, 9. Platz Staffel, 11. Platz 5 km klassisch
- 2002 Salt Lake City: 9. Platz 15 km Freistil Massenstart, 10. Platz 10 km Skiathlon, 11. Platz 10 km klassisch, 18. Platz 30 km klassisch, 29. Platz Sprint Freistil

### Nordische Skiweltmeisterschaften
- 1993 Falun: 9. Platz 30 km Freistil, 12. Platz 10 km Verfolgung, 21. Platz 5 km klassisch, 28. Platz 15 km klassisch
- 1995 Thunder Bay: 16. Platz 5 km klassisch, 23. Platz 15 km klassisch, 26. Platz 10 km Verfolgung
- 1997 Trondheim: 10. Platz Staffel, 11. Platz 30 km klassisch, 12. Platz 10 km Verfolgung, 13. Platz 15 km Freistil, 21. Platz 5 km klassisch
- 1999 Ramsau: 3. Platz 10 km Verfolgung, 5. Platz 30 km klassisch, 6. Platz Staffel, 7. Platz 5 km klassisch, 13. Platz 15 km Freistil
- 2001 Lahti: 10. Platz Staffel, 15. Platz 10 km Skiathlon, 38. Platz 15 km klassisch
- 2003 Val di Fiemme: 35. Platz 15 km klassisch Massenstart, 36. Platz 10 km Skiathlon

## Platzierungen im Weltcup

### Weltcup-Statistik
Die Tabelle zeigt die erreichten Platzierungen im Einzelnen.
- 1.–3. Platz: Anzahl der Podiumsplatzierungen
- Top 10: Anzahl der Platzierungen unter den ersten zehn
- Punkteränge: Anzahl der Platzierungen innerhalb der Punkteränge
- Starts: Anzahl gelaufener Rennen in der jeweiligen Disziplin
- Hinweis: Bei den Distanzrennen erfolgt die Einordnung gemäß FIS.

| Platzierung         | Distanzrennen a | Distanzrennen a | Distanzrennen a | Distanzrennen a | Distanzrennen a | Skiathlon Verfolgung | Sprint | Etappen- rennen b | Gesamt | Team c | Team c  |
| Platzierung         | ≤ 5 km          | ≤ 10 km         | ≤ 15 km         | ≤ 30 km         | > 30 km         | Skiathlon Verfolgung | Sprint | Etappen- rennen b | Gesamt | Sprint | Staffel |
| ------------------- | --------------- | --------------- | --------------- | --------------- | --------------- | -------------------- | ------ | ----------------- | ------ | ------ | ------- |
| 1. Platz            |                 |                 |                 |                 |                 |                      |        |                   |        |        |         |
| 2. Platz            |                 |                 |                 |                 |                 |                      |        |                   |        |        |         |
| 3. Platz            |                 |                 |                 |                 |                 | 1                    |        |                   | 1      |        | 1       |
| Top 10              | 9               | 5               | 4               | 7               |                 | 5                    |        |                   | 30     | 2      | 18      |
| Punkteränge         | 28              | 27              | 24              | 14              | 2               | 16                   | 4      |                   | 115    | 4      | 23      |
| Starts              | 36              | 32              | 26              | 14              | 2               | 18                   | 11     |                   | 139    | 4      | 23      |
| Stand: Karriereende |                 |                 |                 |                 |                 |                      |        |                   |        |        |         |

### Weltcup-Gesamtplatzierungen
| Saison    | Gesamt | Gesamt | Langdistanz | Langdistanz | Sprint | Sprint |
| Saison    | Punkte | Platz  | Punkte      | Platz       | Punkte | Platz  |
| --------- | ------ | ------ | ----------- | ----------- | ------ | ------ |
| 1991/92   | 9      | 30.    | -           | -           | -      | -      |
| 1992/93   | 68     | 28.    | -           | -           | -      | -      |
| 1993/94   | 72     | 29.    | -           | -           | -      | -      |
| 1994/95   | 110    | 26.    | -           | -           | -      | -      |
| 1995/96   | 340    | 9.     | -           | -           | -      | -      |
| 1996/97   | 169    | 20.    | 67          | 16.         | 56     | 28.    |
| 1997/98   | 329    | 9.     | 123         | 8.          | 206    | 7.     |
| 1998/99   | 300    | 12.    | 156         | 9.          | 104    | 24.    |
| 1999/2000 | 252    | 19.    | 49 192 1    | 19. 12. 1   | 11     | 51.    |
| 2000/01   | 145    | 24.    | -           | -           | 16     | 52.    |
| 2001/02   | 150    | 31.    | -           | -           | -      | -      |
| 2002/03   | 18     | 72.    | -           | -           | -      | -      |